# آندری لاوروف

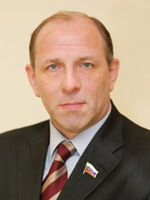
آندری لاوروف

آندری لاوروف (به روسی: Андрей Иванович Лавров - Andrey Lavrov) بازیکن هندبال اهل روسیه است. وی در بین سال‌های ‎۱۹۸۸ تا ۲۰۰۴ میلادی در مسابقات بازی‌های المپیک تابستانی در مجموع ۴ مدال، شامل ۳ مدال طلا و ۱ برنز را کسب کرد.